# Jolanta Lothe
Jolanta Lothe (Vilnius, 19 aprile 1942 – Varsavia, 1º aprile 2022) è stata un'attrice polacca.

## Biografia
Jolanta Lothe nacque il 19 aprile del 1942 a Vilnius, nel Reichskommissariat Ostland, attuale Lituania. Si diplomò all'Accademia Nazionale d'Arte Drammatica di Varsavia nel 1966. Si sposò con Helmut Kajzar  drammaturgo e regista con cui ha avuto la figlia Paula Kajzar. Helmut Kajzar prematuramente muore nel 1982. Da 1985 con scrittore e regista Piotr Lachmann, crea il teatro sperimentale " LLT Videoteatr Poza". che come primo in Polonia unisce il piano vivente,( l'azione dal vivo) con i piani di monitor, videoproiettori e proiezioni di telecamere digitali integrate con virtuosismi informatici. 
Jolanta apparve in più di venticinque film dal 1965.
Morì all'età di 79 anni, il 1º aprile del 2022 a Varsavia, in Polonia.

## Filmografia (parziale)

### Cinema
- Walkover, regia di Jerzy Skolimowski (1965)
- Caccia alle mosche (Polowanie na muchy), regia di Andrzej Wajda (1969)
- Rejs, regia di Marek Piwowski (1970)
- Nie ma róży bez ognia, regia di Stanisław Bareja (1974)
- Diluvio (Potop), regia di Jerzy Hoffman (1974)
- Brunet wieczorową porą, regia di Stanisław Bareja (1976)